# Jaak Jõerüüt

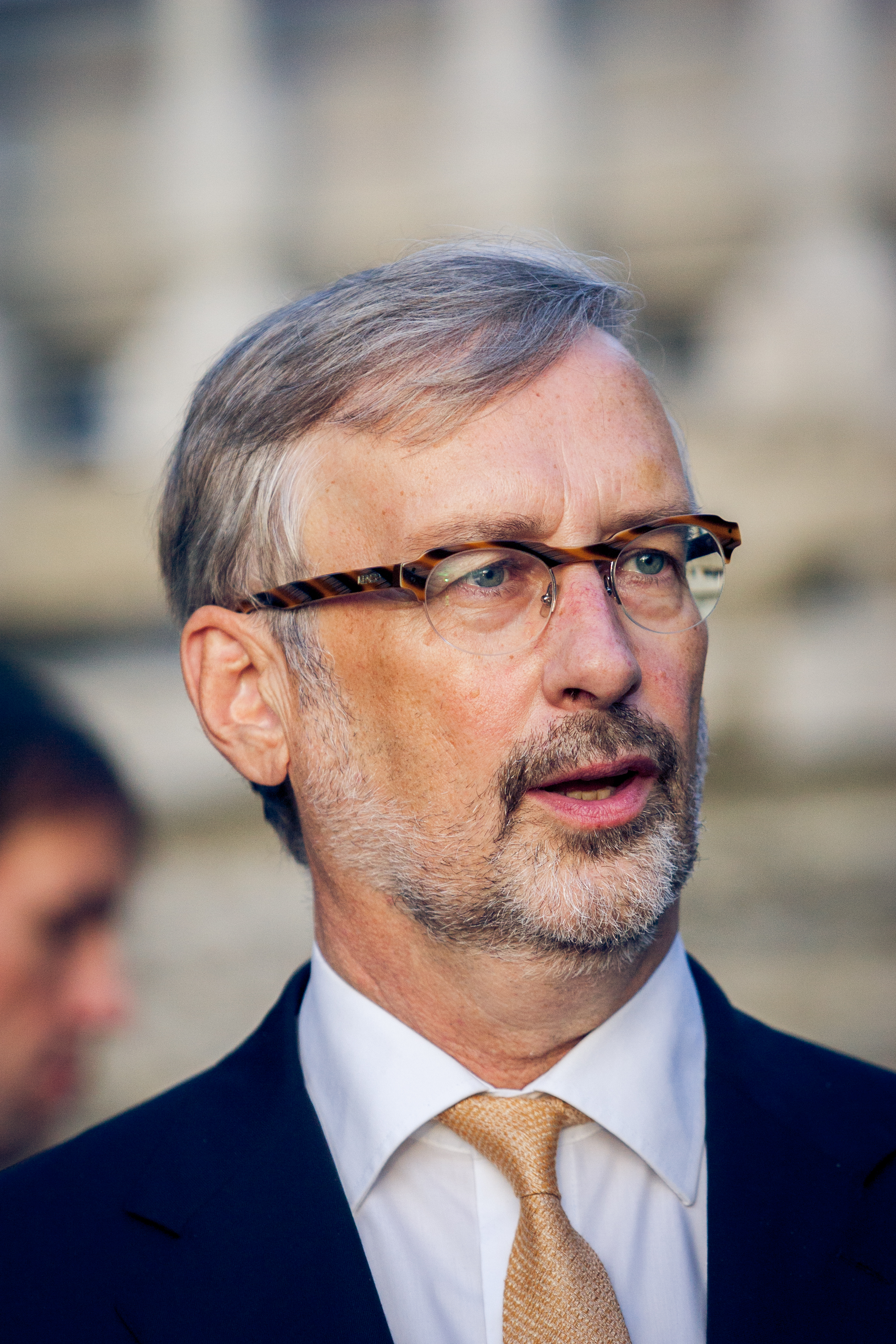
Jaak Jõerüüt (2012)

Jaak Jõerüüt (* 9. Dezember 1947 in Tallinn) ist ein estnischer Schriftsteller, Politiker und Diplomat.

## Ausbildung
Nach dem Abitur 1966 schloss Jaak Jõerüüt 1973 sein Studium der Wirtschaftswissenschaft am Polytechnischen Institut in Tallinn ab. Von 1970 bis 1976 war er Redakteur bei verschiedenen Zeitungen, Verlagen und Bibliotheken, bevor er von 1977 bis 1989 beim Schriftstellerverband der Estnischen SSR angestellt war. 1989/90 war er kurzzeitig stellvertretender Kulturminister der Republik Estland.

## Diplomat
Mit Wiedererlangung der estnischen Unabhängigkeit ging Jaak Jõerüüt in den diplomatischen Dienst Estlands. Dabei bekleidete er die folgenden Posten:
- 1993–1997 estnischer Botschafter in Finnland

- 1998–2002 estnischer Botschafter in Italien (mitakkreditiert in Malta und Zypern).

- 2006–2011 estnischer Botschafter in Lettland.

- 2011–2014 estnischer Botschafter in Schweden.

Von 2002 bis 2004 war er Inspekteur im estnischen Außenministerium. Im Juli 2004 folgte die Ernennung zum estnischen Vertreter bei den Vereinten Nationen.

## Politiker
Jaak Jõerüüt war Mitglied der Kommunistischen Partei der Sowjetunion (KPdSU) in den Jahren 1977–1989. Von November 2004 bis Oktober 2005 war Jaak Jõerüüt als Mitglied der liberalen Estnischen Reformpartei (Reformierakond) in den Kabinetten der Ministerpräsidenten Juhan Parts und Andrus Ansip Verteidigungsminister der Republik Estland. Nach dem Rücktritt der Außenministerin Kristiina Ojuland übernahm er vom 11. bis 21. Februar 2005 geschäftsführend das Amt des Außenministers.

## Schriftsteller
Jaak Jõerüüt ist einer der herausragendsten estnischen Schriftsteller der Gegenwart. Er fühlt sich besonders dem Humanismus verpflichtet. Er ist Mitglied im Estnischen Schriftstellerverband und im Estnischen PEN-Club.

### Werke
Seine erste Veröffentlichung waren Gedichte 1975. Insgesamt erschienen bisher: ein zweibändiger Roman (Raisakullid 1982–85), Memoiren seines Aufenthalts in Rom, 6 Erzählbände, 4 Lyrikbände und 2 Kinderbücher.
Für seine Werke erhielt er 1980 und 1991 den Tuglas-Preis für die beste Erzählung. 1983 den Smuul-Preis (für Kinderbücher). 1988 folgte der Publizistikpreis der Zeitschrift Sirp und 2003 der Jahrespreis der Literaturzeitschrift Looming.

### Deutsche Übersetzungen
Bislang sind von Jõerüüt nur Kurzgeschichten in Anthologien und Zeitschriften erschienen:
- In einer estnischen Kleinstadt. – Schicksal. Übersetzt von Viktor Sepp, in: Estnisches Panorama 1982. Tallinn: Perioodika 1982, S. 71–77.

- Mr. Dikshit. Übersetzt von Viktor Sepp, in: Das Schauspiel. Neuere estnische Kurzprosa. Ausgewählt von Endel Mallene. Tallinn: Perioodika 1983, S. 162–172.

- Sieben Monate und sieben Tage. Übersetzt von Irja Grönholm, in: Estonia 2006, S. 47–56.

Ferner ein Interview: Esten in der Ewigen Stadt. Ein Gespräch mit Viivi Luik und Jaak Jõerüüt, in: Estonia 1/2002, S. 62–69.
Außerdem ist in der Anthologie Europa erlesen. Tallinn, hrsg. von Sabine Schmidt. Klagenfurt: Wieser Verlag 2003, S. 116 das Gedicht „Tallinn“ in der Übersetzung von A. Laur erschienen.

## Privatleben
Jaak Jõerüüt ist mit der Dichterin und Schriftstellerin Viivi Luik (* 1946) verheiratet.